# إدارة مدارس فيلادلفيا
إدارة مدارس فيلادلفيا أو منطقة فيلادلفيا التعليمية (SDP) هي المنطقة التعليمية التي تضم جميع المدارس العامة التي تديرها المنطقة التعليمية في فيلادلفيا. تأسست عام 1818، وهي ثامن أكبر منطقة مدرسية في البلاد من حيث الالتحاق وتخدم أكثر من 190,000 طالب.

## وصلات خارجية
- إدارة مدارس فيلادلفيا (بالعربية)
  - "مدونة قواعد سلوك الطلبة" (Archive) (بالعربية)
- إدارة مدارس فيلادلفيا (بالإنجليزية)